# Panguipulli
Panguipulli è un comune del Cile della provincia di Valdivia nella Regione di Los Ríos. Al censimento del 2002 possedeva una popolazione di 33.273 abitanti.

## Società

### Evoluzione demografica
| Censimento del 1992 | Censimento del 2002 |
| 30.162 ab.          | 33.273 ab.          |